# Aristolochia kaempferi
Aristolochia kaempferi Willd. – gatunek rośliny z rodziny kokornakowatych (Aristolochiaceae Juss.). Występuje naturalnie w Japonii, na Tajwanie i Chinach (w prowincjach Anhui, póludniowej części Gansu, zachodniej części Hubei, Shaanxi oraz zachodniej części Syczuanu).

## Morfologia
PokrójKrzew o pnących i bezwłosych pędach.
LiścieMają owalny lub owalnie lancetowaty kształt. Mają 3–18 cm długości oraz 0,5–8 cm szerokości. Nasada liścia ma sercowaty kształt. Z ostrym lub spiczastym wierzchołkiem. Ogonek liściowy jest owłosiony i ma długość 1,5–6 cm.
KwiatyZygomorficzne, pojedyncze lub zebrane w pary. Mają żółto-zielonkawą barwę z purpurowymi żyłkami. Dorastają do 30–40 mm długości. Mają kształt wygiętej tubki. Są żółte wewnątrz.
OwoceTorebki o cylindrycznym lub jajowatym kształcie. Mają 3–7 cm długości i 1,5–2 cm szerokości. Pękają u podstawy.

## Biologia i ekologia
Rośnie w lasach i zaroślach. Kwitnie od marca do maja, natomiast owoce pojawiają się od czerwca do sierpnia.